# عبد المالك قوري
«قوري عبد المالك» المدعو«خالد أبو سليمان» (المولود سنة 1977 - 22 ديسمبر 2014)، هو مسؤول كتيبة «الهدى» سابقا، وينحدر من بومرداس بشمال الجزائر. وقد فرضت جماعة «جند الخلافة» الجزائرية اسمها على ساحة الإعلام الدولي بعد إعلانها خطف مواطن فرنسي الإثنين 22 سبتمبر 2014. وكانت هذه الجماعة المتشددة أعلنت مبايعتها لتنظيم الدولة الإسلامية قبل أيام من الاختطاف.